# 4A 게임스
4A 게임스(4A Games)는 몰타 슬리마에 위치한 우크라이나-몰타의 비디오 게임 개발사이다. 2006년에 우크라이나 키이우에서 GSC 게임 월드를 떠난 3명의 개발자에 의해 설립되었다. 2014년, 4A 게임스의 본사는 슬리마로 옮겨졌다. 이 기업은 메트로 비디오 게임 시리즈를 개발한 것으로 유명하다.

## 개발한 게임
- 메트로 2033 (비디오 게임)
- 메트로: 라스트 라이트
- 메트로: 리덕스
- 아크티카.1
- 메트로 엑소더스